# ويليام شيلدون
ويليام شيلدون (بالإنجليزية: William Sheldon)‏ هو فلاح وسياسي أيرلندي، ولد في 18 يناير 1907، وتوفي في 1 نوفمبر 1999.

## مناصب
- انتخب عضو مجلس الشيوخ من أيرلندا عن دائرة الأعضاء المعينون في مجلس الشيوخ الأيرلندي [الإنجليزية]‏ وقد انضم خلال فترته النيابية ‏ (14 ديسمبر 1961 – 28 أبريل 1965) للكتلة البرلمانية مستقل.
- انتخب عضو مجلس الشيوخ من أيرلندا عن دائرة الأعضاء المعينون في مجلس الشيوخ الأيرلندي [الإنجليزية]‏ وقد انضم خلال فترته النيابية ‏ (23 يونيو 1965 – 24 يوليو 1969) للكتلة البرلمانية مستقل.
- انتخب عضو مجلس الشيوخ من أيرلندا عن دائرة الأعضاء المعينون في مجلس الشيوخ الأيرلندي [الإنجليزية]‏ وقد انضم خلال فترته النيابية ‏ (5 نوفمبر 1969 – 30 يونيو 1973) للكتلة البرلمانية مستقل.
- في 1943 Irish general election [الإنجليزية]‏، انتخب نائب دييل عن دائرة Donegal East (Dáil constituency) [الإنجليزية]‏ وقد انضم خلال فترته النيابية ‏ (1 يوليو 1943 – 10 مايو 1944) للكتلة البرلمانية مستقل.
- في 1944 Irish general election [الإنجليزية]‏، انتخب نائب دييل عن دائرة Donegal East (Dáil constituency) [الإنجليزية]‏ وقد انضم خلال فترته النيابية ‏ (9 يونيو 1944 – 11 ديسمبر 1947) للكتلة البرلمانية مستقل.
- في 1948 Irish general election [الإنجليزية]‏، انتخب نائب دييل عن دائرة Donegal East (Dáil constituency) [الإنجليزية]‏ وقد انضم خلال فترته النيابية ‏ (18 فبراير 1948 – 2 مايو 1951) للكتلة البرلمانية مستقل.
- في 1951 Irish general election [الإنجليزية]‏، انتخب نائب دييل عن دائرة Donegal East (Dáil constituency) [الإنجليزية]‏ وقد انضم خلال فترته النيابية ‏ (13 يونيو 1951 – 23 أبريل 1954) للكتلة البرلمانية مستقل.
- في 1954 Irish general election [الإنجليزية]‏، انتخب نائب دييل عن دائرة Donegal East (Dáil constituency) [الإنجليزية]‏ وقد انضم خلال فترته النيابية ‏ (2 يونيو 1954 – 13 ديسمبر 1956) للكتلة البرلمانية مستقل.
- في الانتخابات العمومية الإيرلندية 1957 [الإنجليزية]‏، انتخب نائب دييل عن دائرة Donegal East (Dáil constituency) [الإنجليزية]‏ وقد انضم خلال فترته النيابية ‏ (20 مارس 1957 – 1 سبتمبر 1961) للكتلة البرلمانية مستقل.